# Шардонне (Сона и Луара)
Шардонне́ (фр. Chardonnay) — Коммуна во Франции, в регионе Бургундия — Франш-Конте, департамент Сона и Луара. Население — 192 человека (2011).
Муниципалитет расположен на расстоянии примерно 330 км к юго-востоку от Парижа, 95 км к югу от Дижона, 23 км к северу от Макона.

## Демография
Динамика численности населения (INSEE):
| 1962 | 1968 | 1975 | 1982 | 1990 | 1999 | 2009 |
| ---- | ---- | ---- | ---- | ---- | ---- | ---- |
| 174  | 183  | 150  | 163  | 169  | 162  | 182  |

## Экономика
В 2010 году среди 115 жителей трудоспособного возраста (15—64 года) 94 были активны, 21 — неактивны (показатель активности 81,7 %, в 1999 году составлял 80,9 %). Из 94 активных жителей работало 87 человек (47 мужчин и 40 женщин), безработными были 7 (4 мужчины и 3 женщины). Среди 21 неактивных, 4 человека были учениками или студентами, 14 — пенсионерами, 3 были неактивны по другим причинам.
В 2010 году в муниципалитете числилось 80 налогооблагаемых домохозяйств, в которых проживали 185 человек, медиана доходов составляла 20 801 евро на одного трудоспособного человека.